# Bundeswehra
Bundeswehra (niem. Bundeswehr; wym. MAF: [ˈbʊndəsˌveːɐ̯], posłuchajⓘ) – siły zbrojne Republiki Federalnej Niemiec. Za datę utworzenia Bundeswehry uznaje się 5 maja 1955 roku. Bundeswehra wchodzi w skład sił zbrojnych NATO, uczestniczy więc w NATO-wskich akcjach (np. IFOR, SFOR, potem EUFOR w Bośni i Hercegowinie, KFOR w Kosowie i in.), a także w akcjach humanitarnych ONZ (np. UNOSOM w Somalii).
Według rankingu Global Firepower (2024), jest to 19. najpotężniejsza armia świata z rocznym budżetem w wysokości około 56 mld dolarów (USD).

## Struktura Bundeswehry
Bundeswehra składa się z czterech rodzajów sił zbrojnych:
- Heer (Wojska lądowe)
- Marine (Marynarka wojenna)
- Luftwaffe (Lotnictwo wojskowe)
- Cyber- und Informationsraum (Przestrzeń cybernetyczna i informacyjna)

## Historia
Republika Federalna Niemiec jest członkiem NATO od 1955 roku. W szczytowym okresie zimnej wojny liczebność Bundeswehry w latach 70. sięgała 495 tys. żołnierzy.
Po zjednoczeniu Niemiec w 1990 r., rozpoczął się proces włączania Narodowej Narodowej Armii Ludowej NRD wraz z jej uzbrojeniem do Bundeswehry. Część sprzętu jako przestarzały wkrótce zniszczono, część odsprzedano lub oddano bezpłatnie innym armiom (np. czołgi – Turcji, helikoptery Mi-24 i ostatnie 22 MiG-29 – Polsce).
Podpisany w 1990 r. w Moskwie układ między Niemcami a ZSRR o ostatecznej regulacji, zwany układem „2+4”, określił stan sił zbrojnych zjednoczonych Niemiec na poziomie 370 tys. (łącznie siły lądowe, morskie i powietrzne) i zobowiązał ZSRR do wycofania swoich wojsk z terenu Niemiec do końca 1994 r.
Niemcy są sygnatariuszem układu w sprawie konwencjonalnych sił zbrojnych z 1990 r. i układu o liczbie żołnierzy z 1992 r., zgodnie z którymi liczebność wojsk będzie wynosić 350 tys. żołnierzy. Niemcy będą mogły posiadać: 4166 czołgów bojowych, 3446 bojowych wozów opancerzonych, 2707 jednostek artylerii o kalibrze powyżej 100 mm, 900 samolotów bojowych, 306 śmigłowców uderzeniowych.
Po zrealizowanej w 1992 r. reformie, pn. Bundeswehra 2000, siły zbrojne Niemiec składają się z dwóch kategorii: większej części przeznaczonej do obrony terytorium Niemiec i obszaru NATO oraz mniejszej – maksymalnie mobilnych i utrzymujących stałą gotowość bojową sił szybkiego reagowania (7 brygad lądowych, część sił powietrznych i morskich).
Łączna liczba żołnierzy wynosiła w 2000 r. ok. 308,4 tys.; zasadnicza służba wojskowa we wszystkich rodzajach wojsk trwała 9 mies.; siły lądowe liczyły 211,8 tys. żołnierzy, marynarka – 26 tys., lotnictwo – 70,5 tys.
Do roku 2011 nabór do Bundeswehry opierał się na zasadzie obowiązkowego poboru.
Reforma sił zbrojnych Niemiec z 2011 r. ustanowiła wymagany poziom liczebności na 185 tys. żołnierzy i 40 tys. rezerwistów, istnieje jednak stały problem z dojściem do tego poziomu.
We wrześniu 2014 roku Bundeswehra przyznała się do przewlekłych problemów ze sprzętem, które sprawiają, że siły zbrojne nie są „w stanie dotrzymywać swoich obietnic obronnych w ramach NATO”. Wśród problemów cytowane były niesprawne systemy strzeleckie, pojazdy opancerzone, samoloty i okręty wojenne, nienadające się do natychmiastowego użycia ze względu na zaniedbania w konserwacji i poważne braki części zamiennych. Sytuacja była tak tragiczna, iż uznano, że większość samolotów bojowych i śmigłowców niemieckich nie była w stanie latać.
Zgodnie z postulatami szczytu NATO z Newport w 2014 r. Niemcy zobowiązały się do zwiększenia wydatków na cele wojskowe z poziomu 1,2% PKB do 2% PKB. Zobowiązanie zostało wypełnione w 2024 roku.
Po inwazji Rosji na Ukrainę w lutym 2022 zdecydowano się przeznaczyć jednorazowo kwotę 100 mld euro na inwestycje w siłach zbrojnych i wyposażenie ich w nowoczesną broń.
17 marca 2023 inspektorem generalnym Bundeswehry został Carsten Breuer.

## Insygnia Bundeswehry

Flaga Bundeswehry (Heer)
Bandera wojenna RFN (Marine)
Roundel (Luftwaffe)
Znak Bundeswehry – „Krzyż Żelazny”

## Stopnie wojskowe w niemieckich siłach zbrojnych

### Wojska lądowe (Heer) i lotnicze (Luftwaffe)
| Korpus oficerski | Korpus oficerski | Korpus oficerski | Korpus oficerski | Korpus oficerski | Korpus oficerski | Korpus oficerski | Korpus oficerski | Korpus oficerski | Korpus oficerski | Korpus oficerski | Korpus oficerski | Korpus oficerski | Korpus oficerski | Korpus oficerski |
| ---------------- | ---------------- | ---------------- | ---------------- | ---------------- | ---------------- | ---------------- | ---------------- | ---------------- | ---------------- | ---------------- | ---------------- | ---------------- | ---------------- | ---------------- |
| Naramiennik      |                  |                  |                  |                  |                  |                  |                  |                  |                  |                  |                  |                  |                  |                  |
| Stopień          | General          | Generalleutnant  | Generalmajor     | Brigadegeneral   | Oberst           | Oberstleutnant   | Major            | Stabshauptmann   | Hauptmann        | Oberleutnant     | Leutnant         | Oberfähnrich     | Fähnrich         | Fahnenjunker     |
| Skrót            | Gen              | GenLt/GL         | GenMaj/GM        | BrigGen/BG       | O                | Oberstlt/OTL     | Maj/M            | StHptm/SH        | Hptm/H           | OLt/OL           | Lt/L             | OFähnr/OFR       | Fähnr/FR         | Fhj/FJ           |
| kod NATO         | OF-9             | OF-8             | OF-7             | OF-6             | OF-5             | OF-4             | OF-3             | OF-2             | OF-2             | OF-1             | OF-1             | OF(D)            | OF(D)            | Cadet            |

| Korpus podoficerów starszych | Korpus podoficerów starszych | Korpus podoficerów starszych | Korpus podoficerów starszych | Korpus podoficerów starszych | Korpus podoficerów starszych |
| ---------------------------- | ---------------------------- | ---------------------------- | ---------------------------- | ---------------------------- | ---------------------------- |
| Naramiennik                  |                              |                              |                              |                              |                              |
| Stopień                      | Oberstabsfeldwebel           | Stabsfeldwebel               | Hauptfeldwebel               | Oberfeldwebel                | Feldwebel                    |
| Skrót                        | OStFw/OSF                    | StFw/SF                      | HptFw/HF                     | OFw/OF                       | Fw/F                         |
| kod NATO                     | OR-9                         | OR-8                         | OR-7                         | OR-6                         | OR-6                         |

| Korpus podoficerów młodszych | Korpus podoficerów młodszych | Korpus podoficerów młodszych |
| ---------------------------- | ---------------------------- | ---------------------------- |
| Naramiennik                  |                              |                              |
| Stopień                      | Stabsunteroffizier           | Unteroffizier                |
| Skrót                        | StUffz/SU                    | Uffz/U                       |
| kod NATO                     | OR-5                         | OR-5                         |

| Naramiennik |                    |                |                |               |           |        |
| Stopień | Oberstabsgefreiter | Stabsgefreiter | Hauptgefreiter | Obergefreiter | Gefreiter | Soldat |
| Skrót | OStGefr/OSG        | StGefr/SG      | HptGefr/HG     | OGefr/OG      | Gefr/G    | S      |
| kod NATO | OR-4               | OR-4           | OR-3           | OR-3          | OR-2      | OR-1   |
| Stopień szeregowego może występować pod wieloma nazwami, w zależności od specjalizacji danego żołnierza, jak np.: Grenadier (Gren, S), Funker (Fu, S), Flieger (Flg, S), Jäger (Jg, S), Kanonier (Kan, S), Panzerkanonier (PzK, S), Panzerfunker (PzFu, S), Panzergrenadier (PzGren, S), Panzerjäger (PzJg, S), Panzerpionier (PzPi, S), Panzerschütze (PzSchtz, S), Panzersoldat (PzSdt, S), Pionier (Pi, S), Sanitätssoldat (SanS, S) |                    |                |                |               |           |        |

### Marynarka Wojenna (Marine)
| Korpus oficerski | Korpus oficerski | Korpus oficerski | Korpus oficerski | Korpus oficerski  | Korpus oficerski | Korpus oficerski | Korpus oficerski | Korpus oficerski     | Korpus oficerski | Korpus oficerski     | Korpus oficerski | Korpus oficerski     | Korpus oficerski | Korpus oficerski |
| ---------------- | ---------------- | ---------------- | ---------------- | ----------------- | ---------------- | ---------------- | ---------------- | -------------------- | ---------------- | -------------------- | ---------------- | -------------------- | ---------------- | ---------------- |
| Dystynkcja       |                  |                  |                  |                   |                  |                  |                  |                      |                  |                      |                  |                      |                  |                  |
| Stopień          | Admiral          | Vizeadmiral      | Konteradmiral    | Flottillenadmiral | Kapitän zur See  | Fregattenkapitän | Korvettenkapitän | Stabskapitänleutnant | Kapitänleutnant  | Oberleutnant zur See | Leutnant zur See | Oberfähnrich zur See | Fähnrich zur See | Seekadett        |
| Skrót            | Adm              | VAdm/VADM        | KAdm/KADM        | FltlAdm/FADM      | Kpt. zS/KZS      | FKpt/FK          | KKpt/KK          | StKptLt/SKL          | KptLt/KL         | OLt zS/OLZS          | Lt zS/LZS        | OFähnr zS/OFRZS      | Fähnr zS/FRZS    | SKad             |
| kod NATO         | OF-9             | OF-8             | OF-7             | OF-6              | OF-5             | OF-4             | OF-3             | OF-2                 | OF-2             | OF-1                 | OF-1             | OF(D)                | OF(D)            | Cadet            |

| Korpus podoficerów starszych | Korpus podoficerów starszych | Korpus podoficerów starszych | Korpus podoficerów starszych | Korpus podoficerów starszych | Korpus podoficerów starszych |
| ---------------------------- | ---------------------------- | ---------------------------- | ---------------------------- | ---------------------------- | ---------------------------- |
| Dystynkcje                   |                              |                              |                              |                              |                              |
| Stopień                      | Oberstabsbootsmann           | Stabsbootsmann               | Hauptbootsmann               | Oberbootsmann                | Bootsmann                    |
| Skrót                        | OStBtsm/OSB                  | StBtsm/SB                    | HptBtsm/HB                   | OBtsm/OB                     | Btsm/B                       |
| kod NATO                     | OR-9                         | OR-8                         | OR-7                         | OR-6                         | OR-6                         |

| Korpus podoficerów młodszych | Korpus podoficerów młodszych | Korpus podoficerów młodszych |
| ---------------------------- | ---------------------------- | ---------------------------- |
| Dystynkcje                   |                              |                              |
| Stopień                      | Obermaat                     | Maat                         |
| Abkürzung                    | OMaat/OMT                    | Maat/MT                      |
| kod NATO                     | OR-5                         | OR-5                         |

| Korpus szeregowych | Korpus szeregowych | Korpus szeregowych | Korpus szeregowych | Korpus szeregowych | Korpus szeregowych | Korpus szeregowych |
| ------------------ | ------------------ | ------------------ | ------------------ | ------------------ | ------------------ | ------------------ |
| Dystynkcje         |                    |                    |                    |                    |                    |                    |
| Stopień            | Oberstabsgefreiter | Stabsgefreiter     | Hauptgefreiter     | Obergefreiter      | Gefreiter          | Matrose            |
| Skrót              | OStGefr/OSG        | StGefr/SG          | HptGefr/HG         | OGefr/OG           | Gefr/G             | Matr/S             |
| kod NATO           | OR-4               | OR-4               | OR-3               | OR-3               | OR-2               | OR-1               |